# مخلفات إشعاعية

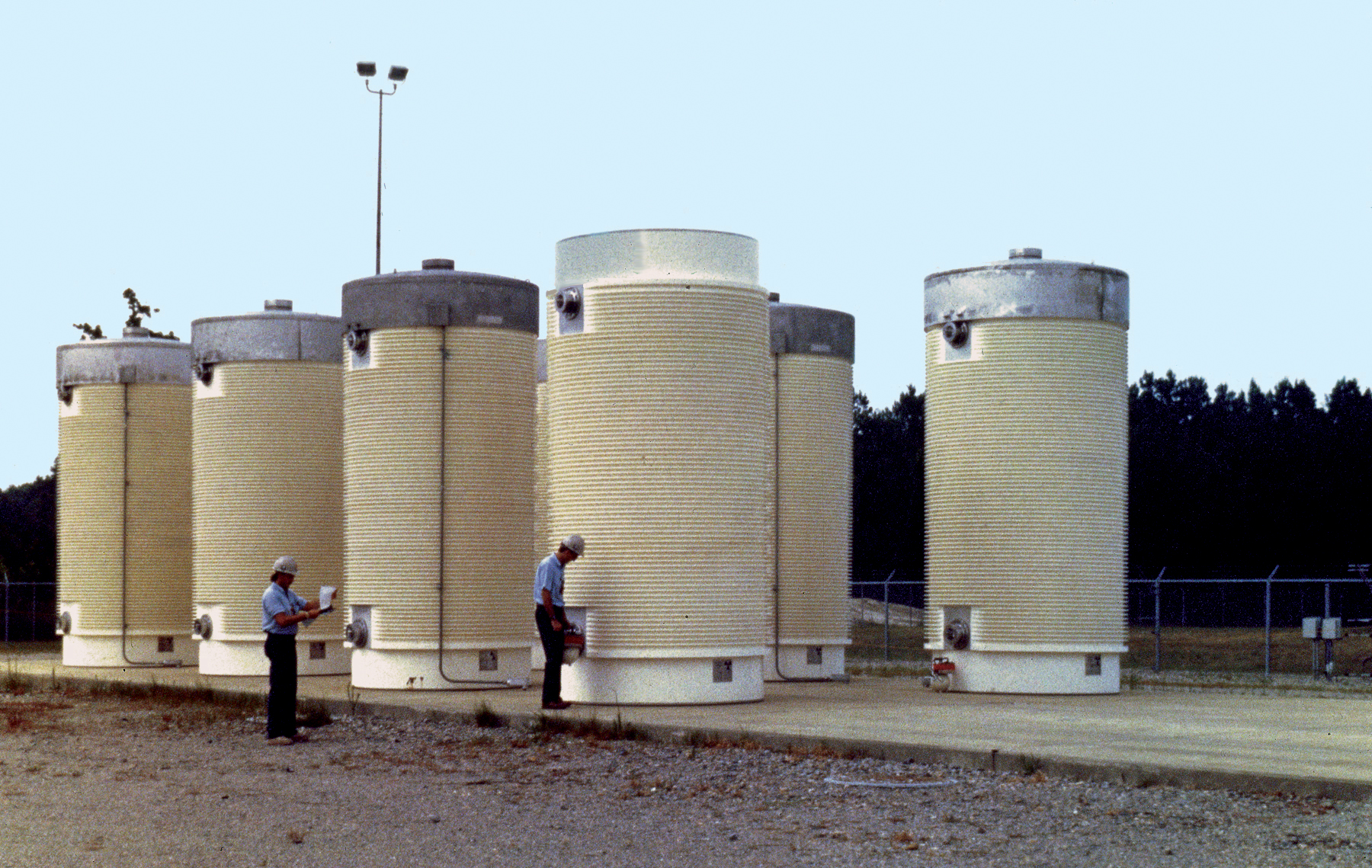
تخزين المخلفات الإشعاعية في الولايات المتحدة

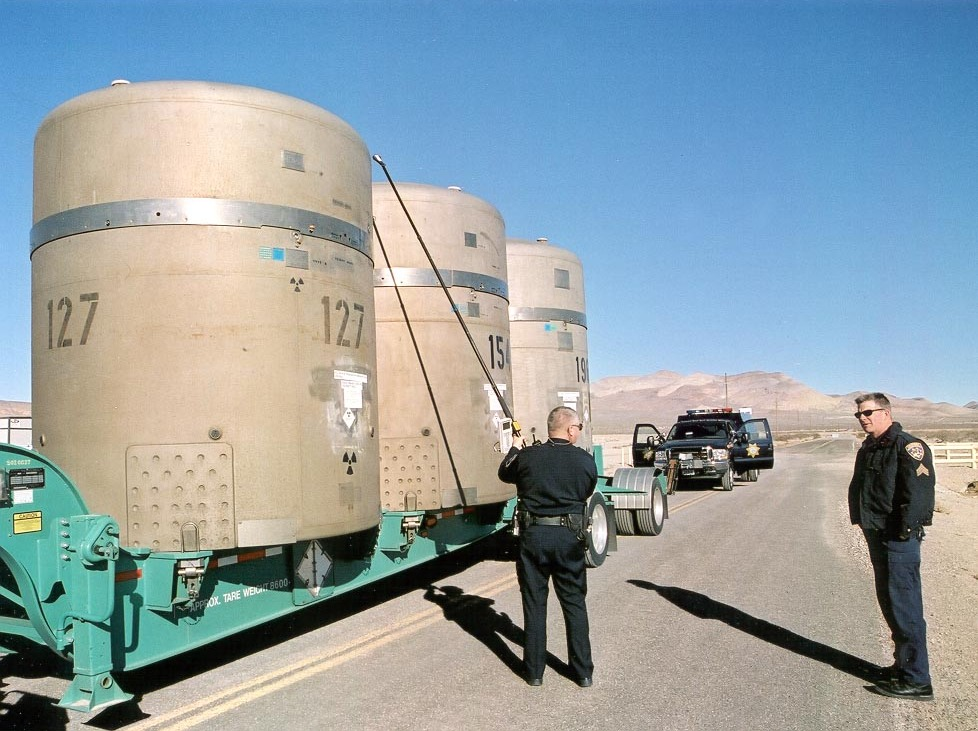
عملية نقل المخلفات النووية

مخلفات إشعاعية هي مصطلح يطلق على كل مخلفات تحتوي على مواد إشعاعية، وغالباً ما تنتج عن عمليات الإنتاج النووية كالانشطار النووي، ولكن هنالك الكثير من الصناعات التي تنتج مخلافات إشعاعية ولا تتم فيها تفاعلات نووية، غالبية المخلفات النووية لا تحتوي على تراكيز عالية من النظير المشع ولكنها تبقى مصدر خطر وتلوث إشعاعي على الجسم البشري.
ما زال التخلص من المخلفات الإشعاعية قضية شائكة تواجه الصناعات النووية، وكان هنالك قناعة سابقة بأن هذه القضية قد تم حلها، إلا أن تقريراً صادراً عن الوكالة الدولية للطاقة الذرية عام 2007 أظهر أن التخلص عبر الدفن العميق لا يستطيع منع المخلفات الإشعاعية من الوصول إلى التربة ومصادر المياه وتهديد وجود الكائنات الحية على سطح هذا الكوكب.
في الولايات المتحدة على سبيل المثال: تظهر الأرقام الصادرة عن دائرة الطاقة وجود ملايين الغالونات من المخلفات الإشعاعية وآلاف الأطنان من الوقود النووي الناضب (المستهلك) بالإضافة لكميات هائلة من التربة والماء الملوث إشعاعياً وأن تنظيف هذه المخلفات الموجودة حالياً سوف يستغرق حتى عام 2025 م.

## ماهي المخلفات الإشعاعية
عادة ما تحتوي النفايات أو المخلفات الإشعاعية على عدة نظائر مشعة: ولهذه النظائر المشعة بنية غير مستقرة ونشاط إشعاعي ناتج عن تفكك نويات الذرات غير المستقرة وخلق إشعاع مؤين يسبب تأيين الوسط الذي تمر فيه وبالتالي يشكل خطراً على الحياة.

### فيزياء
إن الطاقة الإشعاعية الموجودة في المخلفات الإشعاعية تضمحل مع الزمن، ولكل نظير مشع نصف عمر (الزمن اللازم للنظير المشع ليفقد نصف طاقته الإشعاعية)، بعض النظائر المشعة مثل البلوتونيوم 239 الموجود في الوقود النووي الناضب يبقى خطراً على الحياة لمئات الآلاف من السنين نتيجة أن عمر النصف فيه طويل جداً (24110 سنة)  بينما يكون عمر النصف لبعض المواد مثل ( اليود المشع 131 ) قصيراً (8 أيام).
كلما زادت سرعة تفكك النظير المشع كلما زاد نشاطه الإشعاعي، الطاقة المنبثقة ونوع الإشعاع المؤين هما عاملان مهمان في تحديد مدى خطورة المادة، والخصائص الكيميائية للمادة تحدد مدى سهولة وقابلية تسربها وانتشارها.

### حركيات الدواء
تستعمل العديد من النظائر المشعة في علاج أمراض مختلفة وهذا القسم معنى بدراسة مدى تأثير المخلفات الإشعاعية على الجسم البشري، يمكن للمخلفات الإشعاعية أن تلحق أضراراً بالغة في جسم الإنسان قد تصل إلى التسبب بالوفاة، وُجد أن معالجة حيوانات بالغة بالإشعاعات أو بالعناصر المسببة للطفرات الجينية (تأثير يمكن تحصيله عند التعرض للمخلفات الإشعاعية) والأدوية المضادة للسرطان؛ يمكن التعرض لهذه العوامل أن يسبب السرطان في هذه الكائنات، إن تحديد النشاط الإشعاعي و( حركيات الدواء ) لأي مادة مشعة يساعد في حساب مدى خطورة التعرض لهذه المادة المشعة.

## معرض صور
